# AKG Acoustics

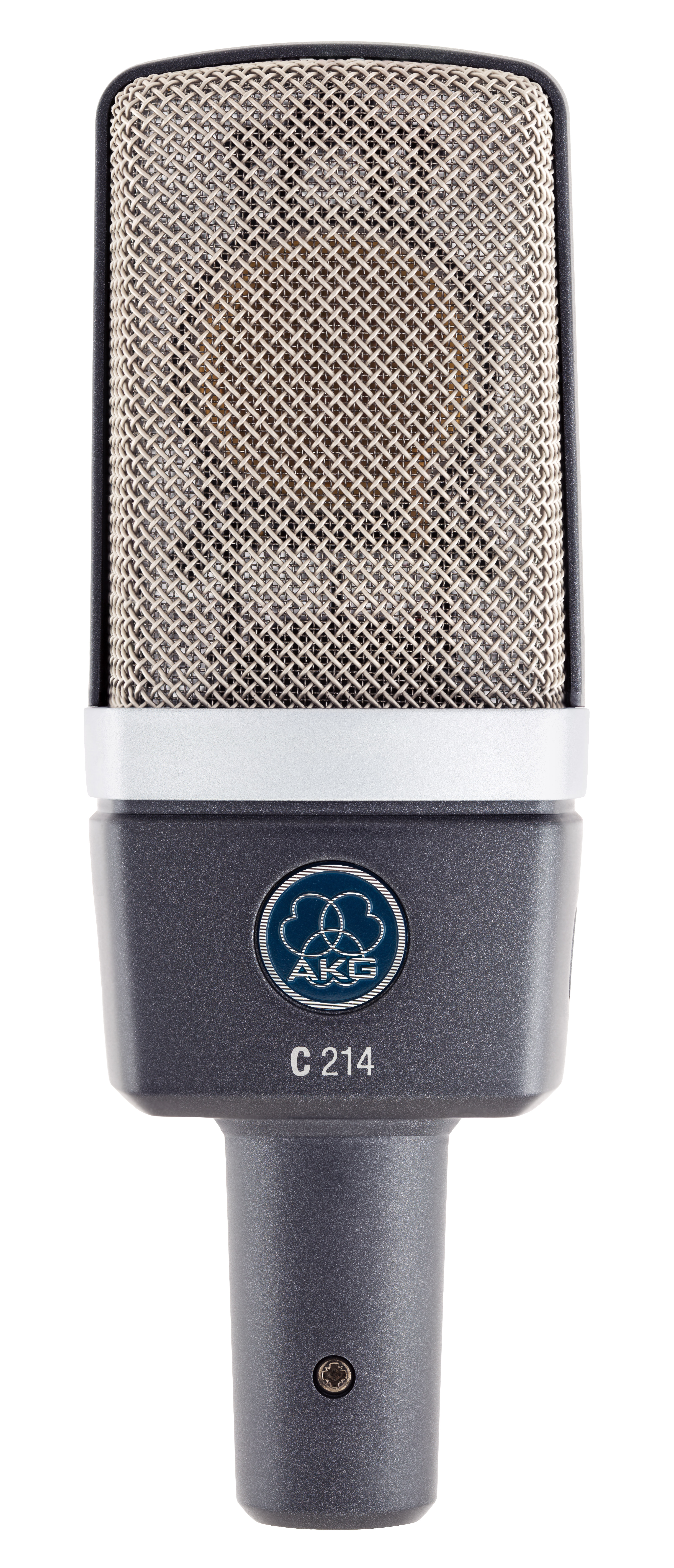
El micrófono de condensador AKG C214

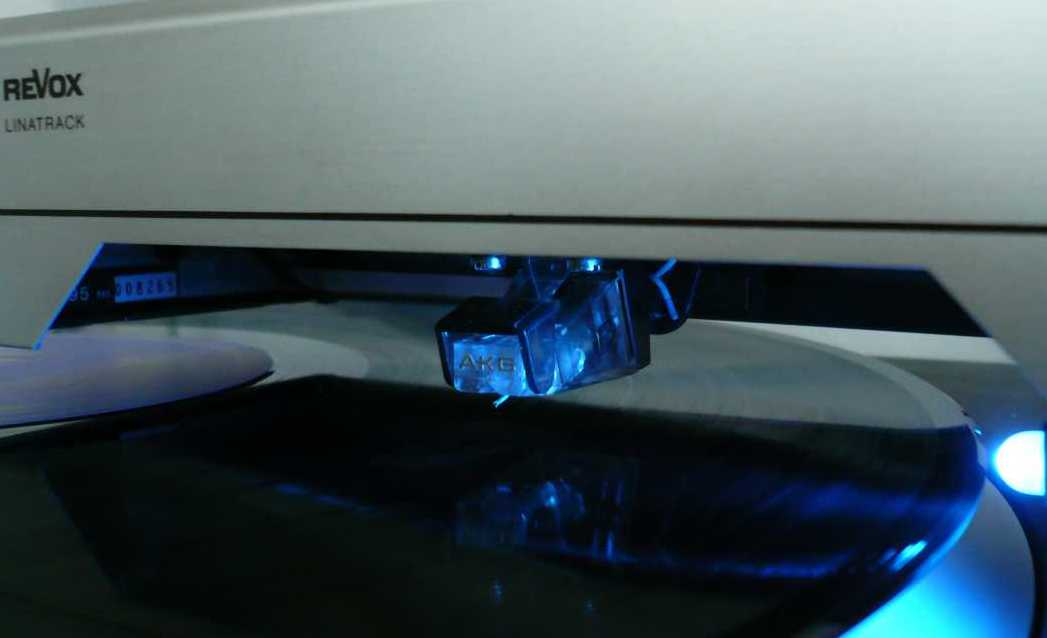
Cartucho AKG S8X

AKG Acoustics (originalmente Akustische und Kino-Geräte Gesellschaft m.b.H., español: Equipos Acústicos y Cinematográficos) es una empresa de ingeniería y fabricación de acústica. Fue fundada en 1947 por el Dr. Rudolf Görike y Ernest Plass en Viena, Austria. Es parte de Harman International Industries, una filial de Samsung Electronics.
Los productos que se comercializan actualmente bajo la marca AKG consisten principalmente en micrófonos, auriculares, sistemas de audio inalámbricos y accesorios relacionados para los mercados profesionales y de consumo.

## Historia
La empresa fue fundada en Viena por el Dr. Rudolf Goerike y Ernst Pless en el año 1947. En 1949, aparecieron los primeros auriculares en el mercado. Con la creación del micrófono D12 en 1953, AKG obtuvo fama internacional, fijando el estándar para la transmisión de voz. Fruto de este éxito, AKG optó por crear una sede en Alemania en 1955 y fue extendiendo su radio de acción dentro de Europa durante los años cincuenta. Durante los años sesenta comenzó a vender sus productos dentro de la URSS y América Latina.
En 1984, AKG salió a bolsa y aumentó considerablemente su capital, lo que supuso la creación de una sede de la marca en Estados Unidos y la compra de “dbx Professional Products” en 1989.
En 1994, AKG pasa a formar parte de Harman International Industries, lo que supuso un cambio drástico en la línea de productos y la estrategia de distribución.
Los auriculares AKG se han ganado una reputación por ofrecer una calidad de sonido excepcional. La marca ha desarrollado tecnologías patentadas, como la tecnología de bobina de voz de borde de cinta (VARIMOTION) y la tecnología de diafragma de tres capas, para mejorar la precisión y la claridad del sonido. Varimotion es una tecnología patentada de AKG para la construcción de las bobinas de voz de sus auriculares. Esta tecnología utiliza una lámina de borde de cinta que se enrolla alrededor del núcleo de la bobina de voz, en lugar de los materiales más tradicionales como el papel, la fibra de vidrio o la cerámica.
La lámina de borde de cinta utilizada en la tecnología Varimotion es muy ligera y se mueve con facilidad en respuesta a las señales de audio que llegan a la bobina de voz. Esta construcción de la bobina de voz permite una mayor precisión y claridad del sonido, así como una mejor respuesta de frecuencia y un menor distorsión.
Además, la tecnología Varimotion permite una mayor eficiencia energética en los auriculares, lo que significa que se requiere menos energía para producir la misma cantidad de sonido que otros auriculares. Esto puede ser beneficioso para la duración de la batería de los dispositivos portátiles, como los teléfonos inteligentes y los reproductores de música portátiles, cuando se usan con auriculares AKG que utilizan la tecnología Varimotion.